# Vonge Sogn
Vonge Sogn er et sogn i Grene Provsti (Ribe Stift).
I 1915 blev Vonge Kirke indviet, og Vonge blev et kirkedistrikt i Øster Nykirke Sogn. Da kirkedistrikterne blev nedlagt 1. oktober 2010, blev Vonge Kirkedistrikt udskilt som sogn fra Øster Nykirke Sogn. Det havde hørt til Nørvang Herred i Vejle Amt. Øster Nykirke sognekommune var ved kommunalreformen i 1970 indlemmet i Give Kommune, som ved strukturreformen i 2007 blev indlemmet i Vejle Kommune.
Stednavne, se Øster Nykirke Sogn